# Xiphopoeus vomeris
Xiphopoeus vomeris är en insektsart som beskrevs av Buckton. Xiphopoeus vomeris ingår i släktet Xiphopoeus och familjen hornstritar. Inga underarter finns listade i Catalogue of Life.